# Saint-Étienne-lès-Remiremont
Saint-Étienne-lès-Remiremont là một xã thuộc tỉnh Vosges trong vùng Grand Est miền đông bắc nước Pháp.